# Open d'Austràlia 2022
L'Open d'Austràlia 2022, conegut oficialment com a Australian Open 2022, és un esdeveniment de tennis disputat sobre pista dura que pertany a la categoria de Grand Slam. La 110a edició del torneig se celebrà entre el 17 i el 30 de gener de 2022 al Melbourne Park de Melbourne, Austràlia.
El torneig es va veure afectat per les mesures de seguretat establertes pel govern australià a causa de la pandèmia de COVID-19, de manera que els participants havien de demostrar el seu estat de vaccinació, haver superat la malaltia satisfactòriament o una excepció mèdica. Els tennistes Novak Đoković i Renata Voráčová no van rebre el visat d'immigració per aquest motiu i van haver d'abandonar el país.

## Resum
- El tennista manacorí Rafael Nadal va guanyar el seu 21è títol de Grand Slam individual del seu palmarès i va desempatar amb el suís Roger Federer i el serbi Novak Đoković al capdavant dels tennistes masculins amb més títols de Grand Slam individuals. Aquest fou el segon títol de Nadal a l'Open d'Austràlia, tretze anys després del primer (2009), i li va permetre completar el Grand Slam per segona ocasió durant la carrera, igualant també a Đoković. En la final va derrotar el rus Daniïl Medvédev, que perdia la segona final consecutiva a l'Open d'Austràlia i la segona final de Grand Slam contra Nadal.[3][4][5]

- La tennista australiana Ashleigh Barty va guanyar el seu tercer títol de Grand Slam individual en tres finals disputades, tots tres en superfícies diferents. En la final va superar l'estatunidenca Danielle Collins, que jugava la seva primera final de Grand Slam. Va esdevenir la primera tennista local en guanyar aquest títol des de Chris O'Neil l'any 1978 (44 anys abans).[6]

- La parella australiana formada per Thanasi Kokkinakis i Nick Kyrgios van guanyar el primer títol de Grand Slam després de superar els seus compatriotes Matthew Ebden i Max Purcell. Els guanyadors van participar en el torneig mitjançant una invitació i van esdevenir la primera parella convidada en guanyar aquest títol. També fou la primera final disputada entre dues parelles d'austalians des de 1980.[7]

- La parella formada per les txeques Barbora Krejčíková i Kateřina Siniaková van demostrar que són la millor parella femenina del món i van guanyar el quart títol de Grand Slam juntes després d'haver cedit en la final de l'edició anterior. Amb aquesta victòria resten a un títol de completar el Grand Slam i van apuntalar els dos primers llocs del rànquing de dobles. En la final van superar la parella formada per la kazakh Anna Danilina i la brasilera Beatriz Haddad Maia, que tot just havien començat a competir juntes aquest mes.[8][9]

- La parella formada per la francesa Kristina Mladenovic i el croat Ivan Dodig van guanyar el primer títol de Grand Slam junts, tot i que per Mladenovic representava el segon Open d'Austràlia en la modalitat mixta d'un total de tres Grand Slams, i per Dodig era el primer d'un total de quatre Grand Slams.[10][11]

## Campions/es

### Elit
| Categoria          | Campions/es                           | Finalistes                        | Resultat                   |
| ------------------ | ------------------------------------- | --------------------------------- | -------------------------- |
| Individual masculí | Rafael Nadal                          | Daniïl Medvédev                   | 2−6, 6−7(5), 6−4, 6−4, 7−5 |
| Individual femení  | Ashleigh Barty                        | Danielle Collins                  | 6−3, 7−6(2)                |
| Dobles masculins   | Thanasi Kokkinakis Nick Kyrgios       | Matthew Ebden Max Purcell         | 7−5, 6−4                   |
| Dobles femenins    | Barbora Krejčíková Kateřina Siniaková | Anna Danilina Beatriz Haddad Maia | 6−7(3), 6−4, 6−4           |
| Dobles mixts       | Kristina Mladenovic Ivan Dodig        | Jaimee Fourlis Jason Kubler       | 6−3, 6−4                   |

### Júniors
| Categoria          | Campions/es                     | Finalistes                           | Resultat            |
| ------------------ | ------------------------------- | ------------------------------------ | ------------------- |
| Individual masculí | Bruno Kuzuhara                  | Jakub Menšík                         | 7−6(4), 6−7(6), 7−5 |
| Individual femení  | Petra Marčinko                  | Sofia Costoulas                      | 7−5, 6−1            |
| Dobles masculins   | Bruno Kuzuhara Coleman Wong     | Alex Michelsen Adolfo Daniel Vallejo | 6−3, 7−6(3)         |
| Dobles femenins    | Clervie Ngounoue Diana Shnaider | Kayla Cross Victoria Mboko           | 6−4, 6−3            |

## Distribució de punts i premis

### Distribució de punts
| Esdeveniment       | G    | F    | SF  | QF  | 4a ronda | 3a ronda | 2a ronda | 1a ronda | Q  | Q3 | Q2 | Q1 |
| Individual masculí | 2000 | 1200 | 720 | 360 | 180      | 90       | 45       | 10       | 25 | 16 | 8  | 0  |
| Dobles masculins   | 2000 | 1200 | 720 | 360 | 180      | 90       | 0        | −        | −  | −  | −  | −  |
| Individual femení  | 2000 | 1300 | 780 | 430 | 240      | 130      | 70       | 10       | 40 | 30 | 20 | 2  |
| Dobles femenins    | 2000 | 1300 | 780 | 430 | 240      | 130      | 10       | −        | −  | −  | −  | −  |

### Distribució de premis
| Esdeveniment | G         | F         | SF      | QF      | 4a ronda | 3a ronda | 2a ronda | 1a ronda | Q3     | Q2     | Q1     |
| Individual   | 2.875.000 | 1.575.000 | 895.000 | 538.500 | 328.000  | 221.000  | 154.000  | 103.000  | 53.500 | 35.500 | 25.250 |
| Dobles       | 675.000   | 360.000   | 205.000 | 113.000 | 65.250   | 45.100   | 30.050   | −        | −      | −      | −      |
| Dobles mixts | 190.000   | 100.000   | 50.000  | 24.000  | 12.000   | 6.250    | −        | −        | −      | −      | −      |

- Els premis són en dòlars australians.
- Els premis de dobles són per equip.